# غدب عقدي
غدب عقدي أو الخنازيرية العقداء أو عشبة البواسير   أو حشيشه الخنازير (باللاتينية: Scrophularia nodosa) هو نوع نباتي يتبع جنس الغدب من الفصيلة الغدبية.